# Каратауський сільський округ (Сузацький район)
Карата́уський сільський округ (каз. Қаратау ауылдық округі, рос. Каратауский сельский округ) — адміністративна одиниця у складі Сузацького району Туркестанської області Казахстану. Адміністративний центр — село Аксумбе.
Населення — 1977 осіб (2021; 1801 у 2009, 1900 у 1999, 1866 у 1989).
Станом на 1989 рік існувала Каратауська сільська рада (села Аксумбе, Бакирли, Сарижаз).

## Склад
До складу округу входять такі населені пункти:
| Населений пункт | Колишні назви | Населення, осіб (1989) | Населення, осіб (1999) | Населення, осіб (2009) | Населення, осіб (2021) |
| --------------- | ------------- | ---------------------- | ---------------------- | ---------------------- | ---------------------- |
| Аксумбе, село   | -             | 460                    | 420                    | 380                    | 403                    |
| Бакирли, село   | -             | 867                    | 1228                   | 1154                   | 1246                   |
| Сарижаз, село   | -             | 539                    | 252                    | 267                    | 328                    |